# Борбю (крепост)
 Тази статия е за крепостта Борбю.  За селото вижте Борбю.  
Борбю бори (на шведски: Bårby borg) е кръгова крепост, разположена на много близо до село Борбю (на шведски: Bårby), в западната и централна част на шведския остров Йоланд в рамките на община Мьорбюлонга, лен Калмар. Това е една от деветнадесетте крепости от подобен тип, открити на острова. Крепостта „Борбю“ представлява кръгово укрепление с изградена защитна стена. Диаметъра на фортификационното съоръжение е 150 m. Вътрешността на крепостта е била населена, а част от земята е била култивирана.